# Prysk
Prysk (en allemand : Preschkau) est une commune du district de Česká Lípa, dans la région de Liberec, en République tchèque. Sa population s'élevait à 461 habitants en 2021.

## Géographie
Prysk se trouve à 3 km au nord du centre de Kamenický Šenov, à 15 km au nord-nord-ouest de Česká Lípa, à 42 km à l'ouest de Liberec et à 81 km au nord de Prague.
La commune est limitée par Česká Kamenice à l'ouest et au nord, par Kytlice au nord-est, par Polevsko au sud-est, et par Okrouhlá et Kamenický Šenov au sud.

## Histoire
La localité est mentionnée pour la première fois en 1382 sous le nom de Pryska.

## Galerie

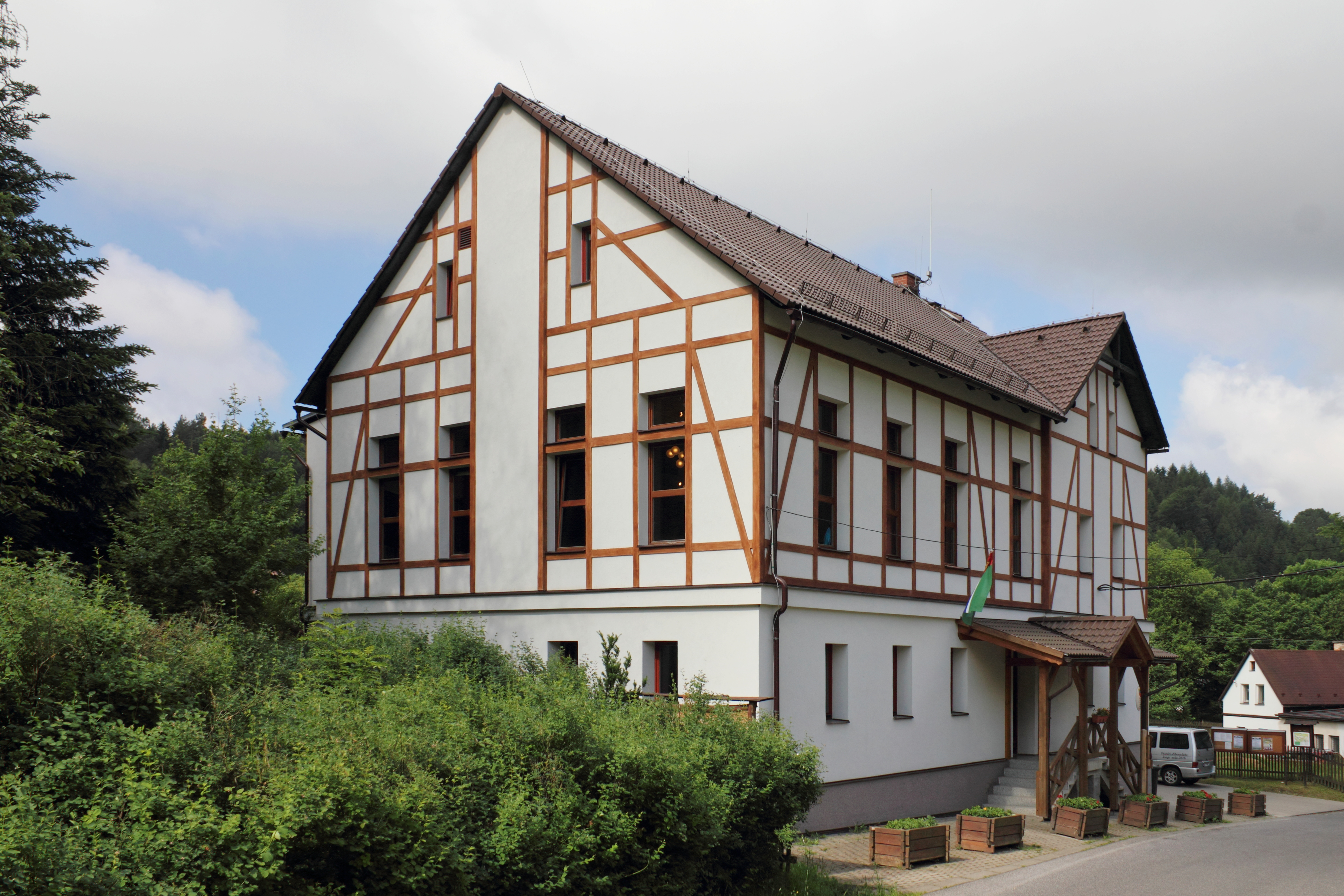
Prysk : la mairie.
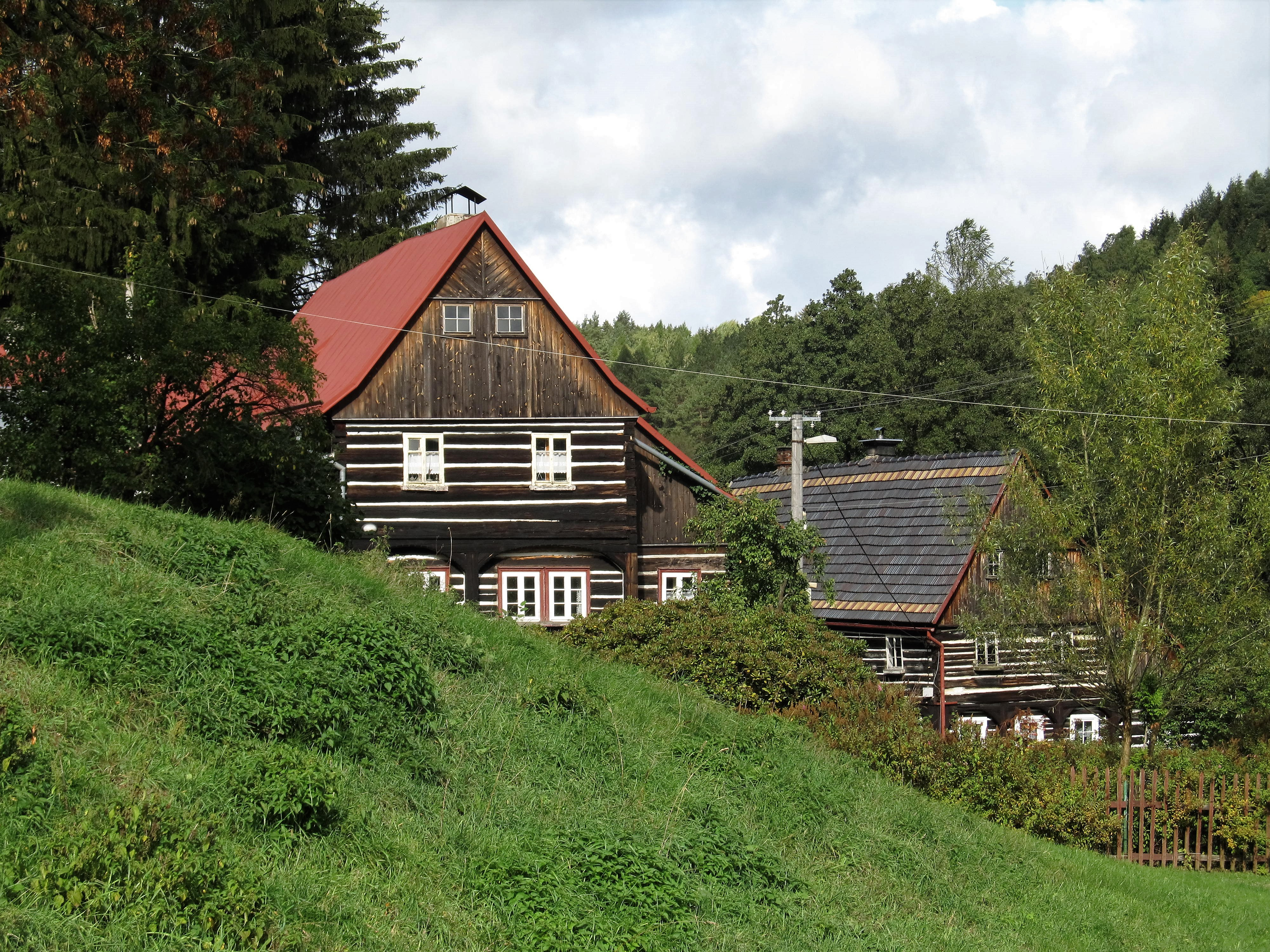
Maisons à Prysk.

## Transports
Par la route, Prysk se trouve à 3 km de Kamenický Šenov, à 16 km de Česká Lípa, à 52 km de Liberec et à 110 km de Prague.